# CIM-10 Chapitre 21 : Facteurs influant sur l'état de santé et motifs de recours aux services de santé
Cet article développe le chapitre XXI de la classification internationale des maladies, CIM-10.

## Z00-Z13 Sujets en contact avec les services de santé pour des examens divers
- (Z00) Examen général et investigations de sujets ne se plaignant de rien ou pour lesquels aucun diagnostic n'est rapporté
  - (Z00.0) Examen médical général
  - (Z00.1) Examen de routine de l'enfant
  - (Z00.2) Examen à la période de croissance rapide de l'enfance
  - (Z00.3) Examen de l'adolescent en cours de croissance
  - (Z00.4) Examen psychiatrique général, non classé ailleurs
  - (Z00.5) Examen d'un donneur éventuel d'organe et de tissu
  - (Z00.6) Examen de comparaison et de contrôle dans le cadre d'un programme de recherche clinique
  - (Z00.8) Autres examens généraux

- (Z01) Autres examens spéciaux et investigations de sujets ne se plaignant de rien ou pour lesquels aucun diagnostic n'est rapporté
  - (Z01.0) Examen des yeux et de la vision
  - (Z01.1) Examen des oreilles et de l'audition
  - (Z01.2) Examen dentaire
  - (Z01.3) Mesure de la tension artérielle
  - (Z01.4) Examen gynécologique (de routine) (général)
  - (Z01.5) Tests cutanés de diagnostic et de sensibilisation
  - (Z01.6) Examen radiologique, non classé ailleurs
  - (Z01.7) Examens de laboratoire
  - (Z01.8) Autres examens spéciaux précisés
  - (Z01.9) Examen spécial, sans précision

- (Z02) Examen médical et prise de contact à des fins administratives
  - (Z02.0) Examen pour l'admission dans une institution éducative
  - (Z02.1) Examen d'embauche
  - (Z02.2) Examen pour l'admission dans une institution
  - (Z02.3) Examen d'incorporation dans l'armée
  - (Z02.4) Examen pour le permis de conduire
  - (Z02.5) Examen pour la pratique d'un sport
  - (Z02.6) Examen à des fins d'assurance
  - (Z02.7) Délivrance d'un certificat médical
  - (Z02.8) Autres examens à des fins administratives
  - (Z02.9) Examen à des fins administratives, sans précision

- (Z03) Mise en observation et examen médical pour suspicion de maladies
  - (Z03.0) Mise en observation pour suspicion de tuberculose
  - (Z03.1) Mise en observation pour suspicion de tumeur maligne
  - (Z03.2) Mise en observation pour suspicion de troubles mentaux et du comportement
  - (Z03.3) Mise en observation pour suspicion d'affection du système nerveux
  - (Z03.4) Mise en observation pour suspicion d'infarctus du myocarde
  - (Z03.5) Mise en observation pour suspicion d'autres affections cardio-vasculaires
  - (Z03.6) Mise en observation pour suspicion d'effet toxique de substances ingérées
  - (Z03.8) Mise en observation pour suspicion d'autres maladies
  - (Z03.9) Mise en observation pour suspicion de maladie, sans précision

- (Z04) Examen et mise en observation pour d'autres raisons
  - (Z04.0) Alcootest et recherche de substances pharmacologiques dans le sang
  - (Z04.1) Examen et mise en observation après un accident de transport
  - (Z04.2) Examen et mise en observation après un accident du travail
  - (Z04.3) Examen et mise en observation après un autre accident
  - (Z04.4) Examen et mise en observation après allégation de viol et de séduction
  - (Z04.5) Examen et mise en observation après d'autres blessures dues à une agression
  - (Z04.6) Examen psychiatrique général, à la demande des autorités
  - (Z04.8) Examen et mise en observation pour d'autres raisons précisées
  - (Z04.9) Examen et mise en observation pour une raison non précisée

- (Z08) Examen de contrôle après traitement d'une tumeur maligne
  - (Z08.0) Examen de contrôle après traitement chirurgical d'une tumeur maligne
  - (Z08.1) Examen de contrôle après radiothérapie pour tumeur maligne
  - (Z08.2) Examen de contrôle après chimiothérapie pour tumeur maligne
  - (Z08.7) Examen de contrôle après traitements combinés pour tumeur maligne
  - (Z08.8) Examen de contrôle après d'autres traitements pour tumeur maligne
  - (Z08.9) Examen de contrôle après traitement pour tumeur maligne, sans précision

- (Z09) Examen de contrôle après traitement d'affections autres que les tumeurs malignes
  - (Z09.0) Examen de contrôle après traitement chirurgical d'autres affections
  - (Z09.1) Examen de contrôle après radiothérapie pour d'autres affections
  - (Z09.2) Examen de contrôle après chimiothérapie pour d'autres affections
  - (Z09.3) Examen de contrôle après psychothérapie
  - (Z09.4) Examen de contrôle après traitement d'une fracture
  - (Z09.7) Examen de contrôle après traitements combinés pour d'autres affections
  - (Z09.8) Examen de contrôle après d'autres traitements pour d'autres affections
  - (Z09.9) Examen de contrôle après traitement pour une affection, sans précision

- (Z10) Examen général de routine d'une sous-population définie
  - (Z10.0) Examen de médecine du travail
  - (Z10.1) Examen général de routine des résidents d'institutions
  - (Z10.2) Examen général de routine des forces armées
  - (Z10.3) Examen général de routine des équipes sportives
  - (Z10.8) Examens généraux de routine d'autres sous-populations définies

- (Z11) Examen spécial de dépistage de maladies infectieuses et parasitaires
  - (Z11.0) Examen spécial de dépistage de maladies infectieuses intestinales
  - (Z11.1) Examen spécial de dépistage de tuberculose pulmonaire
  - (Z11.2) Examen spécial de dépistage d'autres maladies bactériennes
  - (Z11.3) Examen spécial de dépistage des infections dont le mode de transmission est essentiellement sexuel
  - (Z11.4) Examen spécial de dépistage du virus de l'immunodéficience humaine [VIH]
  - (Z11.5) Examen spécial de dépistage d'autres maladies à virus
  - (Z11.6) Examen spécial de dépistage d'autres maladies à protozoaires et helminthiases
  - (Z11.8) Examen spécial de dépistage d'autres maladies infectieuses et parasitaires
  - (Z11.9) Examen spécial de dépistage de maladies infectieuses et parasitaires, sans précision

- (Z12) Examen spécial de dépistage des tumeurs
  - (Z12.0) Examen spécial de dépistage de tumeur de l'estomac
  - (Z12.1) Examen spécial de dépistage de tumeur de l'intestin
  - (Z12.2) Examen spécial de dépistage de tumeur de l'appareil respiratoire
  - (Z12.3) Examen spécial de dépistage de tumeur du sein
  - (Z12.4) Examen spécial de dépistage de tumeur du col de l'utérus
  - (Z12.5) Examen spécial de dépistage de tumeur de la prostate
  - (Z12.6) Examen spécial de dépistage de tumeur de la vessie
  - (Z12.8) Examen spécial de dépistage de tumeurs d'autres localisations
  - (Z12.9) Examen spécial de dépistage d'une tumeur, sans précision

- (Z13) Examen spécial de dépistage d'autres maladies et états pathologiques
  - (Z13.0) Examen spécial de dépistage de maladies du sang, des organes hématopoïétiques et de certains troubles du système immunitaire
  - (Z13.1) Examen spécial de dépistage de diabète sucré
  - (Z13.2) Examen spécial de dépistage des troubles de la nutrition
  - (Z13.3) Examen spécial de dépistage des troubles mentaux et du comportement
  - (Z13.4) Examen spécial de dépistage de certains troubles du développement de l'enfance
  - (Z13.5) Examen spécial de dépistage des affections des yeux et des oreilles
  - (Z13.6) Examen spécial de dépistage des affections cardio-vasculaires
  - (Z13.7) Examen spécial de dépistage des malformations congénitales et anomalies chromosomiques
  - (Z13.8) Examen spécial de dépistage d'autres maladies précisées
  - (Z13.9) Examen spécial de dépistage, sans précision

## Z20-Z29 Sujets pouvant courir un risque lié à des maladies transmissibles
- (Z20) Sujets en contact avec et exposés à des maladies transmissibles
  - (Z20.0) Sujets en contact avec et exposés à des maladies infectieuses intestinales
  - (Z20.1) Sujets en contact avec et exposés à la tuberculose
  - (Z20.2) Sujets en contact avec et exposés à des infections dont le mode de transmission est essentiellement sexuel
  - (Z20.3) Sujets en contact avec et exposés à la rage
  - (Z20.4) Sujets en contact avec et exposés à la rubéole
  - (Z20.5) Sujets en contact avec et exposés à l'hépatite virale
  - (Z20.6) Sujets en contact avec et exposés au virus de l'immunodéficience humaine [VIH]
  - (Z20.7) Sujets en contact avec et exposés à la pédiculose, l'acariase et à d'autres infestations
  - (Z20.8) Sujets en contact avec et exposés à d'autres maladies transmissibles
  - (Z20.9) Sujets en contact avec et exposés à une maladie transmissible non précisée

- (Z21) Infection asymptomatique par le virus de l'immunodéficience humaine [VIH]

- (Z22) Sujet porteur de germes responsables d'une maladie infectieuse
  - (Z22.0) Sujet porteur de typhoïde
  - (Z22.1) Sujet porteur d'autres maladies intestinales infectieuses
  - (Z22.2) Sujet porteur de diphtérie
  - (Z22.3) Sujet porteur d'autres maladies bactériennes précisées
  - (Z22.4) Sujet porteur de maladies dont le mode de transmission est essentiellement sexuel
  - (Z22.5) Sujet porteur d'hépatite virale
  - (Z22.6) Sujet porteur d'une infection à virus lymphotrope des lymphocytes
  - (Z22.8) Sujet porteur d'autres maladies infectieuses
  - (Z22.9) Sujet porteur d'une maladie infectieuse, sans précision

- (Z23) Nécessité d'une vaccination contre une seule maladie bactérienne
  - (Z23.0) Nécessité d'une vaccination contre le choléra seul
  - (Z23.1) Nécessité d'une vaccination contre la typhoïde-paratyphoïde seule [TAB]
  - (Z23.2) Nécessité d'une vaccination contre la tuberculose [BCG]
  - (Z23.3) Nécessité d'une vaccination contre la peste
  - (Z23.4) Nécessité d'une vaccination contre la tularémie
  - (Z23.5) Nécessité d'une vaccination contre le tétanos seul
  - (Z23.6) Nécessité d'une vaccination contre la diphtérie seule
  - (Z23.7) Nécessité d'une vaccination contre la coqueluche seule
  - (Z23.8) Nécessité d'une vaccination contre d'autres maladies bactériennes uniques

- (Z24) Nécessité d'une vaccination contre certaines maladies virales uniques
  - (Z24.0) Nécessité d'une vaccination contre la poliomyélite
  - (Z24.1) Nécessité d'une vaccination contre l'encéphalite virale transmise par les arthropodes
  - (Z24.2) Nécessité d'une vaccination contre la rage
  - (Z24.3) Nécessité d'une vaccination contre la fièvre jaune
  - (Z24.4) Nécessité d'une vaccination contre la rougeole seule
  - (Z24.5) Nécessité d'une vaccination contre la rubéole seule
  - (Z24.6) Nécessité d'une vaccination contre l'hépatite virale

- (Z25) Nécessité d'une vaccination contre d'autres maladies virales uniques
  - (Z25.0) Nécessité d'une vaccination contre les oreillons seuls
  - (Z25.1) Nécessité d'une vaccination contre la grippe
  - (Z25.8) Nécessité d'une vaccination contre d'autres maladies virales uniques précisées

- (Z26) Nécessité d'une vaccination contre d'autres maladies infectieuses uniques
  - (Z26.0) Nécessité d'une vaccination contre la leishmaniose
  - (Z26.8) Nécessité d'une vaccination contre d'autres maladies infectieuses uniques précisées
  - (Z26.9) Nécessité d'une vaccination contre une maladie infectieuse, sans précision

- (Z27) Nécessité d'une vaccination associée contre plusieurs maladies infectieuses
  - (Z27.0) Nécessité d'une vaccination contre le choléra et la typhoïde-parathyphoïde [choléra + TAB]
  - (Z27.1) Nécessité d'une vaccination associée contre diphtérie-tétanos-coqueluche [DTCoq]
  - (Z27.2) Nécessité d'une vaccination contre diphtérie-tétanos-coqueluche et typhoïde-paratyphoïde [DTCoq + TAB]
  - (Z27.3) Nécessité d'une vaccination contre diphtérie-tétanos-coqueluche et poliomyélite [DTCoq + polio]
  - (Z27.4) Nécessité d'une vaccination contre rougeole-oreillons-rubéole [ROR]
  - (Z27.8) Nécessité d'une vaccination contre d'autres associations de maladies infectieuses
  - (Z27.9) Nécessité d'une vaccination associée contre plusieurs maladies infectieuses, sans précision

- (Z28) Vaccination non faite
  - (Z28.0) Vaccination non faite en raison d'une contre-indication
  - (Z28.1) Vaccination non faite par décision du sujet pour raisons de conviction ou de pression sociale
  - (Z28.2) Vaccination non faite par décision du sujet pour des raisons autres et non précisées
  - (Z28.8) Vaccination non faite pour d'autres raisons
  - (Z28.9) Vaccination non faite, sans précision

- (Z29) Nécessité d'autres mesures prophylactiques
  - (Z29.0) Isolement
  - (Z29.1) Immunothérapie prophylactique
  - (Z29.2) Autres mesures de chimiothérapie prophylactique
  - (Z29.8) Autres mesures prophylactiques précisées
  - (Z29.9) Mesure prophylactique, sans précision

## Z30-Z39 Sujets ayant recours aux services de santé pour des motifs liés à la reproduction
- (Z30) Prise en charge d'une contraception
  - (Z30.0) Conseils et avis généraux concernant la contraception
  - (Z30.1) Mise en place d'un dispositif contraceptif (intra-utérin)
  - (Z30.2) Stérilisation
  - (Z30.3) Extraction cataméniale
  - (Z30.4) Surveillance de contraceptifs
  - (Z30.5) Surveillance d'un dispositif contraceptif (intra-utérin)
  - (Z30.8) Autres prises en charge d'une contraception
  - (Z30.9) Prise en charge d'une contraception, sans précision

- (Z31) Mesures procréatives
  - (Z31.0) Tuboplastie ou vasoplastie après stérilisation
  - (Z31.1) Insémination artificielle
  - (Z31.2) Fécondation in vitro
  - (Z31.3) Autres méthodes de fécondation assistée
  - (Z31.4) Recherches et tests en vue d'une procréation
  - (Z31.5) Conseil génétique
  - (Z31.6) Conseils et avis généraux en matière de procréation
  - (Z31.8) Autres mesures procréatives
  - (Z31.9) Mesure procréative, sans précision

- (Z32) Examen et test de grossesse
  - (Z32.0) Grossesse non (encore) confirmée
  - (Z32.1) Grossesse confirmée

- (Z33) Grossesse constatée fortuitement

- (Z34) Surveillance d'une grossesse normale
  - (Z34.0) Surveillance d'une première grossesse normale
  - (Z34.8) Surveillance d'une autre grossesse normale
  - (Z34.9) Surveillance d'une grossesse normale, sans précision

- (Z35) Surveillance d'une grossesse à haut risque
  - (Z35.0) Surveillance d'une grossesse avec antécédent de stérilité
  - (Z35.1) Surveillance d'une grossesse avec antécédent d'avortement
  - (Z35.2) Surveillance d'une grossesse avec d'autres antécédents obstétricaux pathologiques et difficultés à procréer
  - (Z35.3) Surveillance d'une grossesse avec antécédent de soins prénatals insuffisants
  - (Z35.4) Surveillance de grossesse avec multiparité élevée
  - (Z35.5) Surveillance d'une primigeste âgée
  - (Z35.6) Surveillance d'une primigeste très jeune
  - (Z35.7) Surveillance d'une grossesse à haut risque du fait de problèmes sociaux
  - (Z35.8) Surveillance d'autres grossesses à haut risque
  - (Z35.9) Surveillance de grossesse à haut risque, sans précision

- (Z36) Dépistage prénatal
  - (Z36.0) Dépistage prénatal d'anomalies chromosomiques
  - (Z36.1) Dépistage prénatal d'un taux élevé d'alpha-fœtoprotéines
  - (Z36.2) Autres dépistages prénatals par amniocentèse
  - (Z36.3) Dépistage prénatal de malformations par échographie et autres méthodes physiques
  - (Z36.4) Dépistage prénatal de retard de croissance du fœtus par échographie et autres méthodes physiques
  - (Z36.5) Dépistage prénatal d'iso-immunisation
  - (Z36.8) Autres dépistages prénatals
  - (Z36.9) Dépistage prénatal, sans précision

- (Z37) Résultat de l'accouchement
  - (Z37.0) Naissance unique, enfant vivant
  - (Z37.1) Naissance unique, enfant mort-né
  - (Z37.2) Naissance gémellaire, jumeaux nés vivants
  - (Z37.3) Naissance gémellaire, l'un des jumeaux né vivant, l'autre mort-né
  - (Z37.4) Naissance gémellaire, jumeaux mort-nés
  - (Z37.5) Autres naissances multiples, tous nés vivants
  - (Z37.6) Autres naissances multiples, certains enfants nés vivants
  - (Z37.7) Autres naissances multiples, tous mort-nés
  - (Z37.9) Résultat de l'accouchement, sans précision

- (Z38) Enfants nés vivants, selon le lieu de naissance
  - (Z38.0) Enfant unique, né à l'hôpital
  - (Z38.1) Enfant unique, né hors d'un hôpital
  - (Z38.2) Enfant unique, lieu de naissance non précisé
  - (Z38.3) Jumeaux, nés à l'hôpital
  - (Z38.4) Jumeaux, nés hors d'un hôpital
  - (Z38.5) Jumeaux, lieu de naissance non précisé
  - (Z38.6) Autres naissances multiples, enfants nés à l'hôpital
  - (Z38.7) Autres naissances multiples, enfants nés hors d'un hôpital
  - (Z38.8) Autre naissances multiples, lieu de naissance non précisé

- (Z39) Soins et examens du post-partum
  - (Z39.0) Soins et examens immédiatement après l'accouchement
  - (Z39.1) Soins et examens de l'allaitement maternel
  - (Z39.2) Contrôle de routine au cours du post-partum

## Z40-Z54 Sujets ayant recours aux services de santé pour des actes médicaux et des soins spécifiques
- (Z40) Opération prophylactique
  - (Z40.0) Opération prophylactique pour facteur de risque de tumeurs malignes
  - (Z40.8) Autres opérations prophylactiques
  - (Z40.9) Opération prophylactique, sans précision

- (Z41) Thérapie sans raison médicale
  - (Z41.0) Implant de cheveux
  - (Z41.1) Autres opérations plastiques pour raisons esthétiques
  - (Z41.2) Circoncision rituelle et de routine
  - (Z41.3) Perçage du lobe de l'oreille
  - (Z41.8) Autres thérapies sans raison médicale
  - (Z41.9) Thérapie sans raison médicale, sans précision

- (Z42) Soins de contrôle comprenant une opération plastique
  - (Z42.0) Soins de contrôle comprenant une opération plastique de la tête et du cou
  - (Z42.1) Soins de contrôle comprenant une opération plastique du sein
  - (Z42.2) Soins de contrôle comprenant une opération plastique d'autres parties du tronc
  - (Z42.3) Soins de contrôle comprenant une opération plastique des extrémités supérieures
  - (Z42.4) Soins de contrôle comprenant une opération plastique des extrémités inférieures
  - (Z42.8) Soins de contrôle comprenant une opération plastique d'autres parties du corps
  - (Z42.9) Soins de contrôle comprenant une opération plastique, sans précision

- (Z43) Surveillance de stomies
  - (Z43.0) Surveillance de trachéostomie
  - (Z43.1) Surveillance de gastrostomie
  - (Z43.2) Surveillance d'iléostomie
  - (Z43.3) Surveillance de colostomie
  - (Z43.4) Surveillance d'autres stomies de l'appareil digestif
  - (Z43.5) Surveillance de cystostomie
  - (Z43.6) Surveillance d'autres stomies des voies urinaires
  - (Z43.7) Surveillance de vagin artificiel
  - (Z43.8) Surveillance d'autres stomies
  - (Z43.9) Surveillance d'une stomie non précisée

- (Z44) Mise en place et ajustement d'appareils de prothèse externe
  - (Z44.0) Mise en place et ajustement d'un bras artificiel (total) (partiel)
  - (Z44.1) Mise en place et ajustement d'une jambe artificielle (totale) (partielle)
  - (Z44.2) Mise en place et ajustement d'un œil artificiel
  - (Z44.3) Mise en place et ajustement d'une prothèse externe du sein
  - (Z44.8) Mise en place et ajustement d'autres appareils de prothèse externe
  - (Z44.9) Mise en place et ajustement d'un appareil de prothèse externe non précisé

- (Z45) Ajustement et entretien d'une prothèse interne
  - (Z45.0) Ajustement et entretien d'un stimulateur cardiaque
  - (Z45.1) Ajustement et entretien d'une pompe à perfusion
  - (Z45.2) Ajustement et entretien d'un dispositif d'accès vasculaire
  - (Z45.3) Ajustement et entretien d'une prothèse auditive implantée
  - (Z45.8) Ajustement et entretien d'autres prothèses internes
  - (Z45.9) Ajustement et entretien d'une prothèse interne non précisée

- (Z46) Mise en place et ajustement d'autres appareils
  - (Z46.0) Mise en place et ajustement de lunettes et verres de contact
  - (Z46.1) Mise en place et ajustement d'un appareil auditif
  - (Z46.2) Mise en place et ajustement d'autres appareils en rapport avec le système nerveux et les organes des sens
  - (Z46.3) Mise en place et ajustement d'une prothèse dentaire
  - (Z46.4) Mise en place et ajustement d'un appareil orthodontique
  - (Z46.5) Mise en place et ajustement d'une iléostomie et autres dispositifs intestinaux
  - (Z46.6) Mise en place et ajustement d'un appareil urinaire
  - (Z46.7) Mise en place et ajustement d'un appareil orthopédique
  - (Z46.8) Mise en place et ajustement d'autres appareils précisés
  - (Z46.9) Mise en place et ajustement d'un appareil, sans précision

- (Z47) Autres soins de contrôle orthopédiques
  - (Z47.0) Soins de contrôle impliquant l'enlèvement d'une plaque et autre prothèse interne de fixation
  - (Z47.8) Autres soins de contrôle orthopédiques précisés
  - (Z47.9) Soin de contrôle orthopédique, sans précision

- (Z48) Autres soins de contrôle chirurgicaux
  - (Z48.0) Surveillance des sutures et pansements chirurgicaux
  - (Z48.8) Autres soins de contrôle chirurgicaux précisés
  - (Z48.9) Soin de contrôle chirurgical, sans précision

- (Z49) Surveillance d'une dialyse
  - (Z49.0) Soins préparatoires en vue d'une dialyse
  - (Z49.1) Dialyse extra-corporelle
  - (Z49.2) Autres dialyses

- (Z50) Soins impliquant une rééducation
  - (Z50.0) Rééducation des cardiaques
  - (Z50.1) Autres thérapies physiques
  - (Z50.2) Sevrage d'alcool
  - (Z50.3) Rééducation des drogués et après abus de médicaments
  - (Z50.4) Psychothérapie, non classée ailleurs
  - (Z50.5) Rééducation du langage
  - (Z50.6) Education de la vision [orthoptique]
  - (Z50.7) Ergothérapie et rééducation professionnelle, non classées ailleurs
  - (Z50.8) Soins impliquant d'autres moyens de rééducation
  - (Z50.9) Soin impliquant une rééducation, sans précision

- (Z51) Autres soins médicaux
  - (Z51.0) Séance de radiothérapie
  - (Z51.1) Séance de chimiothérapie pour tumeur
  - (Z51.2) Autres formes de chimiothérapie
  - (Z51.3) Transfusion sanguine, sans mention de diagnostic
  - (Z51.4) Soins préparatoires pour traitement ultérieur, non classés ailleurs
  - (Z51.5) Soins palliatifs
  - (Z51.6) Désensibilisation aux allergènes
  - (Z51.8) Autres formes précisées de soins médicaux
  - (Z51.9) Soin médical, sans précision

- (Z52) Donneurs d'organes et de tissus
  - (Z52.0) Donneur de sang
  - (Z52.1) Donneur de peau
  - (Z52.2) Donneur d'os
  - (Z52.3) Donneur de moelle osseuse
  - (Z52.4) Donneur de rein
  - (Z52.5) Donneur de cornée
  - (Z52.6) Donneur de foie
  - (Z52.7) Donneur de cœur
  - (Z52.8) Donneur d'autres organes et tissus
  - (Z52.9) Donneur d'organe ou de tissu non précisés

- (Z53) Sujets ayant recours aux services de santé pour des actes médicaux spécifiques, non effectués
  - (Z53.0) Acte non effectué en raison de contre-indication
  - (Z53.1) Acte non effectué par décision du sujet pour raisons de conviction et de pression sociale
  - (Z53.2) Acte non effectué par décision du sujet pour des raisons autres et non précisées
  - (Z53.8) Acte non effectué pour d'autres raisons
  - (Z53.9) Acte non effectué, raison non précisée

- (Z54) Convalescence
  - (Z54.0) Convalescence après intervention chirurgicale
  - (Z54.1) Convalescence après radiothérapie
  - (Z54.2) Convalescence après chimiothérapie
  - (Z54.3) Convalescence après psychothérapie
  - (Z54.4) Convalescence après traitement d'une fracture
  - (Z54.7) Convalescence après traitements combinés
  - (Z54.8) Convalescence après un autre traitement
  - (Z54.9) Convalescence après un traitement non précisé

## Z55-Z65 Sujets dont la santé peut être menacée par des conditions socio-économiques et psycho-sociales
- (Z55) Difficultés liées à l'éducation et l'alphabétisation
  - (Z55.0) Analphabétisme et faible niveau éducatif
  - (Z55.1) Scolarisation inexistante ou inaccessible
  - (Z55.2) Echec aux examens
  - (Z55.3) Mauvais résultats scolaires
  - (Z55.4) Mauvaise adaptation éducative et difficultés avec les enseignants et les autres élèves
  - (Z55.8) Autres difficultés liées à l'éducation et l'alphabétisation
  - (Z55.9) Difficulté liée à l'éducation et l'alphabétisation, sans précision

- (Z56) Difficultés liées à l'emploi et au chômage
  - (Z56.0) Chômage, sans précision
  - (Z56.1) Changement d'emploi
  - (Z56.2) Menace de perte d'emploi
  - (Z56.3) Rythme de travail pénible
  - (Z56.4) Désaccord avec le supérieur et les collègues
  - (Z56.5) Mauvaise adaptation au travail
  - (Z56.6) Autres difficultés physiques et mentales liées à l'emploi
  - (Z56.7) Difficultés liées à l'emploi, autres et sans précision

- (Z57) Exposition professionnelle à des facteurs de risque
  - (Z57.0) Exposition professionnelle au bruit
  - (Z57.1) Exposition professionnelle à des rayonnements
  - (Z57.2) Exposition professionnelle à la poussière
  - (Z57.3) Exposition professionnelle à d'autres polluants atmosphériques
  - (Z57.4) Exposition professionnelle à des substances toxiques agricoles
  - (Z57.5) Exposition professionnelle à des substances toxiques dans d'autres industries
  - (Z57.6) Exposition professionnelle à des températures extrêmes
  - (Z57.7) Exposition professionnelle à des vibrations
  - (Z57.8) Exposition professionnelle à d'autres facteurs de risques
  - (Z57.9) Exposition professionnelle à un facteur de risque, sans précision

- (Z58) Difficultés liées à l'environnement physique
  - (Z58.0) Exposition au bruit
  - (Z58.1) Exposition à la pollution atmosphérique
  - (Z58.2) Exposition à la pollution de l'eau
  - (Z58.3) Exposition à la pollution du sol
  - (Z58.4) Exposition aux rayonnements
  - (Z58.5) Exposition à d'autres formes de pollution
  - (Z58.6) Approvisionnement insuffisant en eau potable
  - (Z58.7) Exposition à la fumée du tabac
  - (Z58.8) Autres difficultés liées à l'environnement physique
  - (Z58.9) Difficulté liée à l'environnement physique, sans précision

- (Z59) Difficultés liées au logement et aux conditions économiques
  - (Z59.0) Sans abri
  - (Z59.1) Logement inadéquat
  - (Z59.2) Désaccord avec les voisins, les locataires et le propriétaire
  - (Z59.3) Difficulté liée à la vie en institution
  - (Z59.4) Alimentation défectueuse
  - (Z59.5) Pauvreté extrême
  - (Z59.6) Faibles revenus
  - (Z59.7) Couverture sociale et secours insuffisants
  - (Z59.8) Autres difficultés liées au logement et aux conditions économiques
  - (Z59.9) Difficulté liée au logement et aux conditions économiques, sans précision

- (Z60) Difficultés liées à l'environnement social
  - (Z60.0) Difficultés d'ajustement aux transitions entre les différentes périodes de vie
  - (Z60.1) Situation parentale atypique
  - (Z60.2) Solitude
  - (Z60.3) Difficultés liées à l'acculturation
  - (Z60.4) Exclusion et rejet sociaux
  - (Z60.5) Cible d'une discrimination et d'une persécution
  - (Z60.8) Autres difficultés liées à l'environnement social
  - (Z60.9) Difficulté liée à l'environnement social, sans précision

- (Z61) Difficultés liées à une enfance malheureuse
  - (Z61.0) Perte de relation affective pendant l'enfance
  - (Z61.1) Départ du foyer pendant l'enfance
  - (Z61.2) Changements dans le tissu des relations familiales pendant l'enfance
  - (Z61.3) Evénements résultant de la perte de l'estime de soi pendant l'enfance
  - (Z61.4) Difficultés liées à de possibles sévices sexuels infligés à un enfant par une personne de son entourage immédiat
  - (Z61.5) Difficultés liées à de possibles sévices sexuels infligés à un enfant par une personne étrangère à son entourage immédiat
  - (Z61.6) Difficultés liées à de possibles sévices physiques infligés à un enfant
  - (Z61.7) Expérience personnelle terrifiante
  - (Z61.8) Autres difficultés liées à une enfance malheureuse
  - (Z61.9) Difficulté liée à une enfance malheureuse, sans précision

- (Z62) Autres difficultés liées à l'éducation
  - (Z62.0) Surveillance inadéquate de la part des parents
  - (Z62.1) Surprotection parentale
  - (Z62.2) Education dans une institution
  - (Z62.3) Hostilité envers un enfant transformé en bouc émissaire
  - (Z62.4) Négligence affective
  - (Z62.5) Autres difficultés liées à des négligences dans l'éducation
  - (Z62.6) Pression parentale inappropriée et autres défauts de l'éducation
  - (Z62.8) Autres difficultés précisées liées à l'éducation
  - (Z62.9) Difficulté liée à l'éducation, sans précision

- (Z63) Autres difficultés liées à l'entourage immédiat, y compris la situation familiale
  - (Z63.0) Difficultés dans les rapports avec le conjoint ou le partenaire
  - (Z63.1) Difficultés dans les rapports avec les parents et les beaux-parents
  - (Z63.2) Soutien familial inadéquat
  - (Z63.3) Absence d'un des membres de la famille
  - (Z63.4) Disparition et décès d'un membre de la famille
  - (Z63.5) Dislocation de la famille par séparation et divorce
  - (Z63.6) Parent à charge au domicile, nécessitant des soins
  - (Z63.7) Autres événements difficiles ayant une incidence sur la famille et le foyer
  - (Z63.8) Autres difficultés précisées liées à l'entourage immédiat
  - (Z63.9) Difficulté liée à l'entourage immédiat, sans précision

- (Z64) Difficultés liées à certaines situations psycho-sociales
  - (Z64.0) Difficultés liées à une grossesse non désirée
  - (Z64.1) Difficultés liées à une multiparité
  - (Z64.2) Recherche et acceptation d'interventions physiques, nutritionnelles et chimiques connues comme dangereuses et nuisibles
  - (Z64.3) Recherche et acceptation d'interventions comportementales et psychologiques connues comme dangereuses et nuisibles
  - (Z64.4) Désaccord avec les conseillers

- (Z65) Difficultés liées à d'autres situations psycho-sociales
  - (Z65.0) Condamnation, sans emprisonnement, après procès civil ou pénal
  - (Z65.1) Emprisonnement et autre incarcération
  - (Z65.2) Difficultés liées à une libération de prison
  - (Z65.3) Difficultés liées à d'autres situations juridiques
  - (Z65.4) Victime d'un crime et d'actes terroristes
  - (Z65.5) Exposition à une catastrophe, une guerre et autres hostilités
  - (Z65.8) Autres difficultés précisées liées à des situations psycho-sociales
  - (Z65.9) Difficulté liée à des situations psycho-sociales, sans précision

## Z70-Z76 Sujets ayant recours aux services de santé pour d'autres motifs
- (Z70) Conseils relatifs aux attitudes, comportement et orientation en matière de sexualité
  - (Z70.0) Conseil relatif aux attitudes en matière de sexualité
  - (Z70.1) Conseil relatif au comportement et à l'orientation du sujet en matière de sexualité
  - (Z70.2) Conseil relatif au comportement et à l'orientation d'un tiers en matière de sexualité
  - (Z70.3) Conseil relatif à des préoccupations associées concernant les attitudes, le comportement et l'orientation en matière de sexualité
  - (Z70.8) Autres formes de conseils en matière de sexualité
  - (Z70.9) Conseil en matière de sexualité, sans précision

- (Z71) Sujets en contact avec les services de santé pour d'autres conseils et avis médicaux, non classés ailleurs
  - (Z71.0) Personne consultant pour le compte d'un tiers
  - (Z71.1) Sujet inquiet de son état de santé (sans diagnostic)
  - (Z71.2) Sujet consultant pour explications des résultats d'examen
  - (Z71.3) Surveillance et conseils diététiques
  - (Z71.4) Conseil et surveillance pour alcoolisme
  - (Z71.5) Conseil et surveillance pour toxicomanie et pharmacodépendance
  - (Z71.6) Conseil pour tabagisme
  - (Z71.7) Conseil à propos du virus de l'immunodéficience humaine [VIH]
  - (Z71.8) Autres conseils précisés
  - (Z71.9) Conseil, sans précision

- (Z72) Difficultés liées au mode de vie
  - (Z72.0) Usage du tabac
  - (Z72.1) Consommation d'alcool
  - (Z72.2) Utilisation de drogues
  - (Z72.3) Manque d'exercice physique
  - (Z72.4) Régime et habitudes alimentaires inadéquates
  - (Z72.5) Comportement sexuel à haut risque
  - (Z72.6) Jeu et pari
  - (Z72.8) Autres difficultés liées au mode de vie
  - (Z72.9) Difficulté liée au mode de vie, sans précision

- (Z73) Difficultés liées à l'orientation de son mode de vie
  - (Z73.0) Surmenage
  - (Z73.1) Accentuation de certains traits de la personnalité
  - (Z73.2) Manque de repos et de loisirs
  - (Z73.3) Stress, non classé ailleurs
  - (Z73.4) Compétences sociales inadéquates, non classées ailleurs
  - (Z73.5) Conflit sur le rôle social, non classé ailleurs
  - (Z73.6) Limites imposées aux activités par une incapacité
  - (Z73.8) Autres difficultés liées à l'orientation de son mode de vie
  - (Z73.9) Difficulté liée à l'orientation d'un mode de vie non précisé

- (Z74) Difficultés liées à une dépendance envers la personne qui donne les soins
  - (Z74.0) Mobilité restreinte
  - (Z74.1) Besoin d'assistance et de soins d'hygiène
  - (Z74.2) Besoin d'assistance à domicile, aucun autre membre du foyer n'étant capable d'assurer les soins
  - (Z74.3) Besoin d'une surveillance permanente
  - (Z74.8) Autres difficultés liées à une dépendance envers la personne qui donne les soins
  - (Z74.9) Difficulté liée à une dépendance envers la personne qui donne les soins, sans précision

- (Z75) Difficultés liées aux installations médicales et autres soins de santé
  - (Z75.0) Absence de services médicaux à domicile
  - (Z75.1) Sujet attendant d'être admis ailleurs, dans un établissement adéquat
  - (Z75.2) Autre période d'attente pour investigation et traitement
  - (Z75.3) Centres médicaux non disponibles et non accessibles
  - (Z75.4) Autres organisations d'aide non disponibles et non accessibles
  - (Z75.5) Prise en charge pendant les vacances
  - (Z75.8) Autres difficultés liées aux installations médicales et autres soins de santé
  - (Z75.9) Difficulté liée aux installations médicales et autres soins de santé, sans précision

- (Z76) Sujet ayant recours aux services de santé dans d'autres circonstances
  - (Z76.0) Renouvellement d'une ordonnance
  - (Z76.1) Surveillance médicale et soins médicaux des enfants trouvés
  - (Z76.2) Surveillance médicale et soins médicaux d'autres nourrissons et enfants en bonne santé
  - (Z76.3) Personne en bonne santé accompagnant un sujet malade
  - (Z76.4) Autres pensionnaires d'établissements de soins
  - (Z76.5) Simulateur
  - (Z76.8) Sujet ayant recours aux services de santé dans d'autres circonstances précisées
  - (Z76.9) Sujet ayant recours aux services de santé dans des circonstances non précisées

## Z80-Z99 Sujets dont la santé peut être menacée en raison d'antécédents personnels et familiaux et de certaines affections
- (Z80) Antécédents familiaux de tumeur maligne
  - (Z80.0) Antécédents familiaux de tumeur maligne des organes digestifs
  - (Z80.1) Antécédents familiaux de tumeur maligne de la trachée, des bronches et des poumons
  - (Z80.2) Antécédents familiaux de tumeur maligne des autres organes respiratoires et intrathoraciques
  - (Z80.3) Antécédents familiaux de tumeur maligne du sein
  - (Z80.4) Antécédents familiaux de tumeur maligne des organes génitaux
  - (Z80.5) Antécédents familiaux de tumeur maligne des voies urinaires
  - (Z80.6) Antécédents familiaux de leucémie
  - (Z80.7) Antécédents familiaux d'autres tumeurs des tissus lymphoïde, hématopoïétique et apparentés
  - (Z80.8) Antécédents familiaux de tumeur maligne d'autres systèmes et organes
  - (Z80.9) Antécédent familial de tumeur maligne, sans précision

- (Z81) Antécédents familiaux de troubles mentaux et du comportement
  - (Z81.0) Antécédents familiaux de retard mental
  - (Z81.1) Antécédents familiaux d'abus d'alcool
  - (Z81.2) Antécédents familiaux de tabagisme
  - (Z81.3) Antécédents familiaux d'abus d'autres substances psycho-actives
  - (Z81.4) Antécédents familiaux d'abus d'autres substances
  - (Z81.8) Antécédents familiaux d'autres troubles mentaux et du comportement

- (Z82) Antécédents familiaux de certaines incapacités et maladies chroniques conduisant à l'invalidité
  - (Z82.0) Antécédents familiaux d'épilepsie et autres affections neurologiques
  - (Z82.1) Antécédents familiaux de cécité et perte de vision
  - (Z82.2) Antécédents familiaux de surdité et perte d'audition
  - (Z82.3) Antécédents familiaux d'accident cérébrovasculaire
  - (Z82.4) Antécédents familiaux de cardiopathies ischémiques et autres maladies de l'appareil circulatoire
  - (Z82.5) Antécédents familiaux d'asthme et autres maladies chroniques des voies respiratoires inférieures
  - (Z82.6) Antécédents familiaux d'arthrite et autres maladies du système ostéo-articulaire, des muscles et du tissu conjonctif
  - (Z82.7) Antécédents familiaux de malformations congénitales et anomalies chromosomiques
  - (Z82.8) Antécédents familiaux d'autres incapacités et maladies chroniques conduisant à l'invalidité, non classées ailleurs

- (Z83) Antécédents familiaux d'autres maladies spécifiques
  - (Z83.0) Antécédents familiaux de maladie due au virus de l'immunodéficience humaine [VIH]
  - (Z83.1) Antécédents familiaux d'autres maladies infectieuses et parasitaires
  - (Z83.2) Antécédents familiaux de maladies du sang et des organes hématopoïétiques et de certains troubles du système immunitaire
  - (Z83.3) Antécédents familiaux de diabète sucré
  - (Z83.4) Antécédents familiaux d'autres maladies endocriniennes, nutritionnelles et métaboliques
  - (Z83.5) Antécédents familiaux de troubles de la vue et de l'audition
  - (Z83.6) Antécédents familiaux de maladies de l'appareil respiratoire
  - (Z83.7) Antécédents familiaux de maladies de l'appareil digestif

- (Z84) Antécédents familiaux d'autres affections
  - (Z84.0) Antécédents familiaux de maladies de la peau et du tissu cellulaire sous-cutané
  - (Z84.1) Antécédents familiaux de maladies rénales et de l'uretère
  - (Z84.2) Antécédents familiaux d'autres maladies de l'appareil génito-urinaire
  - (Z84.3) Antécédents familiaux de consanguinité
  - (Z84.8) Antécédents familiaux d'autres affections précisées

- (Z85) Antécédents personnels de tumeur maligne
  - (Z85.0) Antécédents personnels de tumeur maligne des organes digestifs
  - (Z85.1) Antécédents personnels de tumeur maligne de la trachée, des bronches et des poumons
  - (Z85.2) Antécédents personnels de tumeur maligne d'autres organes respiratoires et intrathoraciques
  - (Z85.3) Antécédents personnels de tumeur maligne du sein
  - (Z85.4) Antécédents personnels de tumeur maligne des organes génitaux
  - (Z85.5) Antécédents personnels de tumeur maligne des voies urinaires
  - (Z85.6) Antécédents personnels de leucémie
  - (Z85.7) Antécédents personnels d'autres tumeurs malignes des tissus lymphoïde, hématopoïétique et apparentés
  - (Z85.8) Antécédents personnels de tumeurs malignes d'autres organes et systèmes
  - (Z85.9) Antécédents personnels de tumeur maligne, sans précision

- (Z86) Antécédents personnels de certaines autres maladies
  - (Z86.0) Antécédents personnels d'autres tumeurs
  - (Z86.1) Antécédents personnels de maladies infectieuses et parasitaires
  - (Z86.2) Antécédents personnels de maladies du sang et des organes hématopoïétiques et de certains troubles du système immunitaire
  - (Z86.3) Antécédents personnels de maladies endocriniennes, nutritionnelles et métaboliques
  - (Z86.4) Antécédents personnels d'abus de substances psycho-actives
  - (Z86.5) Antécédents personnels d'autres troubles mentaux et du comportement
  - (Z86.6) Antécédents personnels de maladies du système nerveux et des organes des sens
  - (Z86.7) Antécédents personnels de maladies de l'appareil circulatoire

- (Z87) Antécédents personnels d'autres maladies
  - (Z87.0) Antécédents personnels de maladies de l'appareil respiratoire
  - (Z87.1) Antécédents personnels de maladies de l'appareil digestif
  - (Z87.2) Antécédents personnels de maladies de la peau et du tissu cellulaire sous-cutané
  - (Z87.3) Antécédents personnels de maladies du système ostéo-articulaire, des muscles et du tissu conjonctif
  - (Z87.4) Antécédents personnels de maladies de l'appareil génito-urinaire
  - (Z87.5) Antécédents personnels de complications de la grossesse, de l'accouchement et de la puerpéralité
  - (Z87.6) Antécédents personnels de certaines affections dont l'origine se situe dans la période périnatale
  - (Z87.7) Antécédents personnels de malformations congénitales et anomalies chromosomiques
  - (Z87.8) Antécédents personnels d'autres états précisés

- (Z88) Antécédents personnels d'allergie à des médicaments et des substances biologiques
  - (Z88.0) Antécédents personnels d'allergie à la pénicilline
  - (Z88.1) Antécédents personnels d'allergie à d'autres antibiotiques
  - (Z88.2) Antécédents personnels d'allergie aux sulfamides
  - (Z88.3) Antécédents personnels d'allergie à d'autres agents anti-infectieux
  - (Z88.4) Antécédents personnels d'allergie aux anesthésiques
  - (Z88.5) Antécédents personnels d'allergie aux narcotiques
  - (Z88.6) Antécédents personnels d'allergie aux analgésiques
  - (Z88.7) Antécédents personnels d'allergie aux sérum et vaccin
  - (Z88.8) Antécédents personnels d'allergie à d'autres médicaments et substances biologiques
  - (Z88.9) Antécédents personnels d'allergie à un médicament et une substance biologique, sans précision

- (Z89) Absence acquise d'un membre
  - (Z89.0) Absence acquise de doigt(s) [y compris le pouce], unilatérale
  - (Z89.1) Absence acquise de main et poignet
  - (Z89.2) Absence acquise d'un membre supérieur au-dessus du poignet
  - (Z89.3) Absence acquise des deux membres supérieurs [tout niveau]
  - (Z89.4) Absence acquise de pied et cheville
  - (Z89.5) Absence acquise d'un membre inférieur, au niveau du genou ou au-dessous
  - (Z89.6) Absence acquise d'un membre inférieur, au-dessus du genou
  - (Z89.7) Absence acquise des deux membres inférieurs [tout niveau, sauf orteils seuls]
  - (Z89.8) Absence acquise à la fois de membres supérieurs et inférieurs [tout niveau]
  - (Z89.9) Absence acquise de membre, sans précision

- (Z90) Absence acquise d'organes, non classée ailleurs
  - (Z90.0) Absence acquise d'une partie de la tête et du cou
  - (Z90.1) Absence acquise de sein(s)
  - (Z90.2) Absence acquise de poumon [partie de]
  - (Z90.3) Absence acquise de partie d'estomac
  - (Z90.4) Absence acquise d'autres parties de l'appareil digestif
  - (Z90.5) Absence acquise de rein
  - (Z90.6) Absence acquise d'autres organes des voies urinaires
  - (Z90.7) Absence acquise d'organe(s) génital(aux)
  - (Z90.8) Absence acquise d'autres organes

- (Z91) Antécédents personnels de facteurs de risque, non classés ailleurs
  - (Z91.0) Antécédents personnels d'allergie, autre qu'à des médicaments et des substances biologiques
  - (Z91.1) Antécédents personnels de non-observance d'un traitement médical et d'un régime
  - (Z91.2) Antécédents personnels de mauvaise hygiène personnelle
  - (Z91.3) Antécédents personnels de cycle veille/sommeil anormal
  - (Z91.4) Antécédents personnels de traumatisme psychologique, non classé ailleurs
  - (Z91.5) Antécédents personnels de lésions auto-infligées
  - (Z91.6) Antécédents personnels d'autres traumatismes physiques
  - (Z91.8) Antécédents personnels d'autres facteurs de risque précisés, non classés ailleurs

- (Z92) Antécédents personnels de traitement médical
  - (Z92.0) Antécédents personnels de contraception
  - (Z92.1) Antécédents personnels d'utilisation (actuelle) à long terme d'anticoagulants
  - (Z92.2) Antécédents personnels d'utilisation (actuelle) à long terme d'autres médicaments
  - (Z92.3) Antécédents personnels d'irradiation
  - (Z92.4) Antécédents personnels d'intervention chirurgicale importante, non classée ailleurs
  - (Z92.5) Antécédents personnels de mesures de rééducation
  - (Z92.6) Antécédents personnels de chimiothérapie pour tumeur
  - (Z92.8) Antécédents personnels d'autres traitements médicaux
  - (Z92.9) Antécédents personnels de traitement médical, sans précision

- (Z93) Stomies
  - (Z93.0) Trachéostomie
  - (Z93.1) Gastrostomie
  - (Z93.2) Iléostomie
  - (Z93.3) Colostomie
  - (Z93.4) Autres stomies de l'appareil digestif
  - (Z93.5) Cystostomie
  - (Z93.6) Autres stomies de l'appareil urinaire
  - (Z93.8) Autres stomies
  - (Z93.9) Stomie, sans précision

- (Z94) Greffe d'organe et de tissu
  - (Z94.0) Greffe de rein
  - (Z94.1) Greffe du cœur
  - (Z94.2) Greffe de poumon
  - (Z94.3) Greffe de cœur et poumon
  - (Z94.4) Greffe de foie
  - (Z94.5) Greffe de peau
  - (Z94.6) Greffe d'os
  - (Z94.7) Greffe de cornée
  - (Z94.8) Autres greffes d'organes et de tissus
  - (Z94.9) Greffe d'organe et de tissu, sans précision

- (Z95) Présence d'implants et de greffes cardiaques et vasculaires
  - (Z95.0) Présence d'un stimulateur cardiaque
  - (Z95.1) Présence d'un pontage aorto-coronaire
  - (Z95.2) Présence de prothèse d'une valvule cardiaque
  - (Z95.3) Présence d'une valvule cardiaque xénogénique
  - (Z95.4) Présence d'une autre valvule cardiaque de remplacement
  - (Z95.5) Présence d'implant et de greffe vasculaires coronaires
  - (Z95.8) Présence d'autres implants et greffes cardiaques et vasculaires
  - (Z95.9) Présence d'implant et de greffe cardiaques et vasculaires, sans précision

- (Z96) Présence d'autres implants fonctionnels
  - (Z96.0) Présence d'implants urogénitaux
  - (Z96.1) Présence d'implants intra-oculaires de cristallin
  - (Z96.2) Présence d'implants otologiques et audiologiques
  - (Z96.3) Présence d'un larynx artificiel
  - (Z96.4) Présence d'implants endocriniens
  - (Z96.5) Présence d'implants maxillaires et sur racines dentaires
  - (Z96.6) Présence d'implants d'articulations orthopédiques
  - (Z96.7) Présence d'autres implants osseux et tendineux
  - (Z96.8) Présence d'autres implants fonctionnels précisés
  - (Z96.9) Présence d'implant fonctionnel, sans précision

- (Z97) Présence d'autres appareils
  - (Z97.0) Présence d'un œil artificiel
  - (Z97.1) Présence d'un membre artificiel (complet) (partiel)
  - (Z97.2) Présence d'une prothèse dentaire (complète) (partielle)
  - (Z97.3) Présence de lunettes et lentilles de contact
  - (Z97.4) Présence d'appareil auditif externe
  - (Z97.5) Présence d'un dispositif contraceptif (intra-utérin) [stérilet]
  - (Z97.8) Présence d'autres appareils précisés

- (Z98) Autres états post-chirurgicaux
  - (Z98.0) Dérivation intestinale et anastomose
  - (Z98.1) Arthrodèse
  - (Z98.2) Présence d'un appareil de drainage du liquide céphalo-rachidien
  - (Z98.8) Autres états post-chirurgicaux précisés

- (Z99) Dépendance envers des machines et appareils auxiliaires, non classée ailleurs
  - (Z99.0) Dépendance envers un aspirateur
  - (Z99.1) Dépendance envers un respirateur
  - (Z99.2) Dépendance envers une dialyse rénale
  - (Z99.3) Dépendance envers un fauteuil roulant
  - (Z99.8) Dépendance envers d'autres machines et appareils auxiliaires
  - (Z99.9) Dépendance envers une machine et un appareil auxiliaire, sans précisio|n